# Notophthiracarus mirandus
Notophthiracarus mirandus är en kvalsterart som först beskrevs av Wojciech Niedbała 1988.  Notophthiracarus mirandus ingår i släktet Notophthiracarus och familjen Phthiracaridae. Inga underarter finns listade i Catalogue of Life.